# ジェイ・キャシディ
ジェイ・キャシディ（Jay Cassidy）は、アメリカ合衆国の編集技師である。

## 人物
1978年より30作品以上にクレジットされている。1970年代にドキュメンタリーや政治広告の仕事でキャリアが始まった。ショーン・ペンやデイビス・グッゲンハイムの作品への参加が多い。
アカデミー編集賞には『イントゥ・ザ・ワイルド』（2007年）と『世界にひとつのプレイブック』（2012年）でノミネートされた。
アメリカ映画編集者協会の会員である。

## フィルモグラフィ
- Jerusalem Lives (1973)
- The Thorn (1974)
- Almost Crying (1978)
- HR 6161: An Act of Congress (1979)
- The End of August (1982)
- Waltz Across Texas (1982)
- High Schools (1983)
- ロードハウス66 Roadhouse 66 (1984)
- The Making of Liberty (1986)
- アロハ・サマー Aloha Summer (1988)
- フライトナイト2/バンパイヤの逆襲 Fright Night Part 2 (1988)
- フランケンシュタイン/禁断の時空 Frankenstein Unbound (1990)
- Norman and the Killer (1991)
- インディアン・ランナー The Indian Runner (1991)
- 恋愛の法則 Bodies, Rest & Motion (1993)
- ブレインスキャン Brainscan (1994)
- クロッシング・ガード The Crossing Guard (1995)
- アルビノ・アリゲーター Albino Alligator (1996)
- リプレイスメント・キラー The Replacement Killers (1998)
- ルール Urban Legend (1998)
- ゴシップ Gossip (2000)
- プレッジ The Pledge (2001)
- 11'09''01/セプテンバー11 11'09"01 September 11 (2002)
- エバーラスティング 時をさまようタック Tuck Everlasting (2002)
- バリスティック Ballistic: Ecks vs. Sever (2002)
- リチャード・ニクソン暗殺を企てた男 The Assassination of Richard Nixon (2004)
- デスティニー 未来を知ってしまった男 First Snow (2006)
- 不都合な真実 An Inconvenient Truth (2006)
- イントゥ・ザ・ワイルド Into the Wild (2007)
- A Mother's Promise: Barack Obama Bio Film (2008)
- Johnny Got His Gun (2008)
- マイ・ブラザー Brothers (2009)
- ディア・ブラザー Conviction (2010)
- スーパーマンを待ちながら Waiting for Superman (2010)
- ハングリー・ラビット Seeking Justice (2011)
- 世界にひとつのプレイブック Silver Linings Playbook (2012)
- フォックスキャッチャー Foxcatcher (2014)
- ジョイ Joy (2015)
- ザ・ナイト・オブ The Night Of (2016)
- ラスト・フェイス The Last Face (2016)
- アメリカン・ソルジャー Thank You for Your Service (2017)
- キング・オブ・スタテンアイランド The King of Staten Island (2020)
- ハーレイ・クインの華麗なる覚醒 BIRDS OF PREY Birds of Prey (and the Fantabulous Emancipation of One Harley Quinn) (2020)
- アムステルダム Amsterdam (2022)